# Train à vapeur d'Auvergne
 (août 2025).
Si vous disposez d'ouvrages ou d'articles de référence ou si vous connaissez des sites web de qualité traitant du thème abordé ici, merci de compléter l'article en donnant les références utiles à sa vérifiabilité et en les liant à la section « Notes et références ».
Le Train à Vapeur d'Auvergne (Association de la 141 R 420) est une association régie par la loi de 1901 composée de passionnés du chemin de fer d'autrefois. Elle est basée à Clermont-Ferrand.
Son objectif est de préserver et restaurer du matériel ferroviaire historique pour circuler occasionnellement sur le réseau ferré national.

## Activités de l'association

### Trains spéciaux
L'association propose quelques voyages par an sur le réseau ferré national, avec une rame voyageurs historique homogène avec la locomotive à vapeur 141 R 420.
Les destinations sont nombreuses comme Clamecy, Cercy-la-Tour, Ussel ou encore Nîmes, ... le tout au départ de Clermont-Ferrand.

## Affiliation
L'association fait partie de l'UNECTO.

## Les collections
Les listes suivantes ne sont pas exhaustives et devront être complétées ou actualisées au fil du temps (dernière actualisation en août 2024) :

### Locomotive à vapeur
| Matricule                          | Constructeur et date              | État actuel                                               | Origine et informations techniques | Photo |
| ---------------------------------- | --------------------------------- | --------------------------------------------------------- | --- | ----- |
| 141 R 420 (et son tender 30-R-420) | American Locomotive Company, 1946 | Hors service (en cours de révision générale depuis 2018). | - Numéro constructeur : 74293 - 24,13 m, 000,0 t (188 t en ordre de marche), vitesse maximum : 100 km/h (2928 ch). - Timbre chaudière : 15,5 kg/cm². - Capacité de la soute à fuel (Tender) : 13 300 L (13,3 m3). - Capacité de la soute à eau (Tender) : 30 400 L (30,4 m3). - Distribution : Walschaerts à tiroirs cylindriques. - Radiée le 8 mars 1975. - Apte à circuler sur le réseau ferré national. - Classé MH (1987) |       |

### Locotracteur diesel
| Matricule   | Constructeur et date                | État actuel  | Origine et informations techniques | Photo |
| ----------- | ----------------------------------- | ------------ | --- | ----- |
| Moyse 32TDE | Gaston Moyse (à la Courneuve), 1958 | Opérationnel | - Locotracteur de Type : 32TDE - 0,0 m, 32 t, vitesse maximum : 25 km/h. - Motorisation : Baudoin à 5 cylindres en ligne de 150 ch. - Utilisé exclusivement sur ce site pour les manœuvres du matériel roulant. |       |

### Autorail
| Matricule                                   | Constructeur et date | État actuel | Origine et informations techniques                                                                            | Photo |
| ------------------------------------------- | -------------------- | ----------- | --- | ----- |
| Rames Régionales Réversibles no 26 & no 347 | Carel Fouché, 1986   |             | - 000,00 m, 000,00 t, vitesse maximum : 000 km/h. - Propriété de la SNCF, mise à disposition sous convention. |       |

### Voitures à voyageurs et fourgons
L’association possède également quelques voitures et fourgons historiques, afin de constituer une rame homogène avec la 141 R 420.
| Matricule                               | Constructeur et date                       | État actuel                                        | Origine et informations techniques | Photo |
| --------------------------------------- | ------------------------------------------ | -------------------------------------------------- | --- | ----- |
| Midi Fourgon OCEM DPmyi no 25446        | Soulé, 1929                                | Opérationnel                                       | - 16,89 m, 32 t, vitesse maximum : 140 km/h. - Immatriculation UIC : 55 87 91-47 432-0. |       |
| PLM Métallisée A4D no 50 87 81-30 405-2 | Diatto (Italie), vers 1913                 | Opérationnelle                                     | - 20,36 m, 00 t, vitesse maximum : 000 km/h. - Immatriculation UIC : 55 87 81-30 405-7. |       |
| Voiture Bacalan B11 no 510              | Société Dyle et Bacalan (à Bordeaux), 1931 | Hors service                                       | - 23 m, 46 t, vitesse maximum : 140 km/h. - Capacité : 88 places assises. - Immatriculation UIC : 51 87 21-37 510-4. - Classé MH (1987)                                                                                                   |       |
| Voiture Bacalan B11 no 519              | Société Dyle et Bacalan (à Bordeaux), 1931 | Hors service (Aménagée en vestiaire et dortoirs).  | - 23 m, 46 t, vitesse maximum : 140 km/h. - Capacité : 88 places assises. - Immatriculation UIC : 51 87 21-37 519-5. - Classé MH (1987)                                                                                                   |       |
| Voiture Bacalan B11 no 533              | Société Dyle et Bacalan (à Bordeaux), 1931 | Opérationnelle                                     | - 23 m, 46 t, vitesse maximum : 140 km/h. - Capacité : 88 places assises. - Apte à circuler sur le réseau ferré national. - Immatriculation UIC : 51 87 21-37 533-6. - Classé MH (1987)                                                   |       |
| SNCF Voiture DEV AO B9 no 20            | Soulé, 1962                                | Hors service (en cours de réfection et révision).  | - Tranche : U58 (longue). - 00 m, 41 t, vitesse maximum : 140 km/h. - Capacité : 72 places assises (en 2e classe). - Radiée le 16 juin 1992. - Apte à circuler sur le réseau ferré national. - Immatriculation UIC : 55 87 29-70 020-0.   |       |
| SNCF Voiture DEV AO B9 no 26            | Brissonneau et Lotz, 1961                  | Hors service (en attente d'une révision complète). | - Tranche : U58 (longue). - 00 m, 41 t, vitesse maximum : 140 km/h. - Capacité : 72 places assises (en 2e classe). - Radiée le 16 juin 1992. - Apte à circuler sur le réseau ferré national. - Immatriculation UIC : 55 87 29-70 026-1.   |       |
| SNCF Voiture DEV AO B10 no 889          | De Dietrich & Cie (à Reichshoffen), 1960   | Hors service (en attente d'une révision complète). | - Tranche : U58 (longue). - 00 m, 00 t, vitesse maximum : 140 km/h. - Capacité : 80 places assises (en 2e classe). - Radiée le 7 juillet 1992. - Apte à circuler sur le réseau ferré national. - Immatriculation UIC : 55 87 20-77 889-0. |       |
| SNCF Voiture DEV AO B10 no 892          | De Dietrich & Cie (à Reichshoffen), 1960   | Opérationnelle                                     | - Tranche : U58 (longue). - 00 m, 00 t, vitesse maximum : 140 km/h. - Capacité : 80 places assises (en 2e classe). - Radiée le 7 juillet 1992. - Apte à circuler sur le réseau ferré national. - Immatriculation UIC : 55 87 20-77 892-4. |       |
| Voiture UIC-Y B5D no 105                | De Dietrich & Cie (à Reichshoffen), 1973   | Opérationnelle                                     | - 25 m, 00 t, vitesse maximum : 160 km/h. - Radiée en octobre 1993. - Apte à circuler sur le réseau ferré national. - Immatriculation UIC : 55 87 82-70 105-3.                                                                            |       |